# Wales Ladies Championship of Europe
Het Wales Ladies Championship of Europe was een golftoernooi dat deel uitmaakte van de Ladies European Tour.
Het toernooi werd in 1995 aangekondigd als een van de vier nieuwe toernooien van 1996: het Swiss Open in Denemarken, het Compaq Open in Zweden, de Three Nations Cup in België en de WPGA Championship. Het toernooi werd de eerste vier keer gespeeld op Gleneagles in Schotland en had toen de naam McDonald's WPGA Championship of Europe. De opbrengst ging naar de Ronald McDonald Children's Charities. 
Toen McDonald's zich daarna als sponsor terugtrok, werd het toernooi een jaar overgeslagen. Vanaf 2001 werd het in Wales gespeeld en stond Wales ook in de naam van het toernooi. 
De laatste editie was in 2010, Lee-Anne Pace won, Christel Boeljon eindigde op een gedeeld 2de plaats met Melissa Reid en Anne-Lise Caudal.
| Jaar                                     | Baan                                   | Winnaar                                | Score                                  | Score                                  |
| McDonald's WPGA Championship of Europe   | McDonald's WPGA Championship of Europe | McDonald's WPGA Championship of Europe | McDonald's WPGA Championship of Europe | McDonald's WPGA Championship of Europe |
| ---------------------------------------- | -------------------------------------- | -------------------------------------- | -------------------------------------- | -------------------------------------- |
| 1996                                     | Gleneagles (King's)                    | Tina Fischer                           | 278                                    | -10                                    |
| 1997                                     | Gleneagles (King's)                    | Helen Alfredsson                       | 276                                    | -12                                    |
| 1998                                     | Gleneagles (King's)                    | Catriona Matthew                       | 276                                    | -12                                    |
| 1999                                     | Gleneagles (King's)                    | Laura Davies po                        | 280                                    | -8                                     |
| 2000                                     | niet gespeeld                          | niet gespeeld                          | niet gespeeld                          | niet gespeeld                          |
| WPGA Championship of Europe              |                                        |                                        |                                        |                                        |
| 2001                                     | Royal Porthcawl                        | Helen Alfredsson                       | 276                                    | -16                                    |
| The Wales WPGA Championship of Europe    |                                        |                                        |                                        |                                        |
| 2002                                     | Royal Porthcawl                        | Asa Gottmo                             | 285                                    | -3                                     |
| 2003                                     | Royal Porthcawl                        | Shani Waugh                            | 286                                    | -6                                     |
| Wales "Golf as it should be" Ladies Open |                                        |                                        |                                        |                                        |
| 2004                                     | Royal Porthcawl                        | Trish Johnson                          | 277                                    | -15                                    |
| Wales Ladies Championship of Europe      |                                        |                                        |                                        |                                        |
| 2005                                     | Machynys Peninsula                     | Kirsty Taylor                          | 274                                    | -14                                    |
| 2006                                     | Machynys Peninsula                     | Linda Wessberg                         | 274                                    | -14                                    |
| S4/C Wales Ladies Championship of Europe |                                        |                                        |                                        |                                        |
| 2007                                     | Machynys Peninsula                     | Joanne Mills                           | 282                                    | -6                                     |
| 2008                                     | Machynys Peninsula                     | Lotta Wahlin po                        | 209                                    | -7                                     |
| 2009                                     | Royal St. David's                      | Karen Stupples                         | 276                                    | -12                                    |
| 2010                                     | Conwy Golf Club                        | Lee-Anne Pace                          | 282                                    | -6                                     |

po betekent dat het toernooi in een play-off eindigde.